# Пењање у сали
Пењање у сали је све популарнији облик пењања по стенама који користи вештачке стене у затвореном простору у циљу имитирања правих стена у контролисаним и безбедним условима.